# SCIP (base de datos)

Logo de SCIP.

SCIP (en inglés: Substances of Concern In articles as such or in complex objects (Products)) es una base de datos electrónica de la Agencia Europea de Sustancias y Mezclas Químicas (ECHA) que contiene información sobre sustancias extremadamente preocupantes en artículos u objetos complejos. Desde el 5 de enero de 2021, las empresas que suministran artículos al mercado de la UE que contienen sustancias extremadamente preocupantes (SEP -o SVCH, por sus siglas en inglés-) en una concentración superior al 0,1% en peso tienen que facilitar a la ECHA información sobre estos artículos y las SEP contenidas. En el caso de un artículo complejo, este umbral se aplica a cada uno de los artículos que se combinan/ensamblan para formar el artículo complejo.

## Base legal
La base de datos SCIP se crea en virtud del artículo 9, apartado 1, letra i), y apartado 2, de la Directiva marco sobre residuos (DMR) y del artículo 33, apartado 1, del Reglamento REACH.
De conformidad con el artículo 9, apartado 2 de la DMR, la ECHA creará y mantendrá una base de datos y permitirá el acceso a la misma a las instalaciones de gestión de residuos y, previa solicitud, también a los consumidores. De conformidad con el artículo 9, apartado 1, inciso i) de la DMR, los Estados miembros garantizarán que los proveedores de un artículo (tal como se define en el artículo 3, apartado 33, del Reglamento REACH) faciliten a la ECHA la información a que se refiere el artículo 33, apartado 1, del Reglamento REACH. Y de conformidad con el art. 33, apdo. 1 del Reglamento REACH, el proveedor de un artículo que contenga una SVHC en una concentración superior al 0,1% en masa (p/p) deberá facilitar al destinatario del artículo la información de que disponga para un uso seguro del artículo, pero al menos el nombre de la sustancia en cuestión.
El propósito de introducir la base de datos SCIP se encuentra en el considerando (38) de la Directiva (UE) 2018/851:

Cuando los productos, materiales y sustancias se convierten en residuos, la presencia de sustancias peligrosas puede hacer que estos no sean aptos para el reciclaje o la producción de materias primas secundarias de alta calidad. Por lo tanto, de conformidad con lo dispuesto en el Séptimo Programa de Acción en materia de Medio Ambiente, que pide el desarrollo de ciclos de materiales no tóxicos, es necesario fomentar medidas para reducir el contenido de sustancias peligrosas de materiales y productos, incluidos los materiales reciclados, y velar por que se comunique suficiente información sobre la presencia de sustancias peligrosas y, en especial, de sustancias extremadamente preocupantes a lo largo de todo el ciclo de vida de los productos y materiales. Para alcanzar estos objetivos, es necesario mejorar la coherencia entre el Derecho de la Unión en materia de residuos, sustancias químicas y productos, y prever la participación de la Agencia Europea de Sustancias y Mezclas Químicas para garantizar que la información relativa a la presencia de sustancias extremadamente preocupantes esté disponible en todo el ciclo de vida de los productos y materiales, incluida la fase de residuos.

En España, estos requisitos europeos se transpusieron a la legislación nacional mediante la Ley 7/2022, de 8 de abril, de residuos y suelos contaminados para una economía circular.

### Requisitos fuera del Espacio Económico Europeo
Las empresas de Suiza que suministren al mercado del EEE artículos que contengan sustancias de la lista de candidatos deben facilitar a sus clientes la información necesaria para que puedan cumplir sus obligaciones.

## Objetivo
La base de datos SCIP tiene por objeto garantizar que la información sobre los artículos que contienen SEP esté a disposición del público a lo largo de todo su ciclo de vida, incluida su eliminación. Los destinatarios son, en particular, las empresas de gestión de residuos, pero también los consumidores. De este modo, la base de datos complementa las obligaciones de información y notificación existentes en virtud del Reglamento REACH. A largo plazo, esto debería reducir las sustancias peligrosas en los residuos, promover la sustitución de estas sustancias por alternativas más seguras y contribuir a una mejor economía circular, es decir, promover el uso de los residuos como recurso.

### Definiciones
Dado que el término 'producto' es ambiguo y y puede utilizarse para sustancias o mezclas químicas y también para objetos simples o muy complejos, la Unión Europea no utiliza deliberadamente el término producto, sino las siguientes definiciones:
- Un objeto (muy) complejo está formado por varios artículos y/u otros objetos complejos. Éstos pueden estar conectados entre sí mecánicamente o con la ayuda de sustancias o mezclas.[2] Ejemplos de un artículo complejo son un televisor, un sacapuntas, una bicicleta, pero también la cadena de la bicicleta o la placa de circuito impreso de un televisor.Ejemplo de un objeto complejo.Ejemplo de un objeto complejo formado por diferentes productos.

Ejemplo de un objeto complejo.

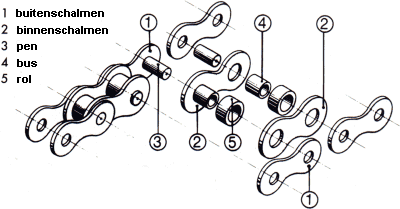
Ejemplo de un objeto complejo formado por diferentes productos.

- Un artículo, según el artículo 3, apartado 3, del Reglamento REACH, es un objeto que, durante su fabricación, recibe una forma, superficie o diseño especiales que determinan su función en mayor medida que su composición química.[2] Ejemplos de artículos son un único cable en una placa de circuito impreso, la cuchilla de un sacapuntas o un único eslabón de una cadena de bicicleta.

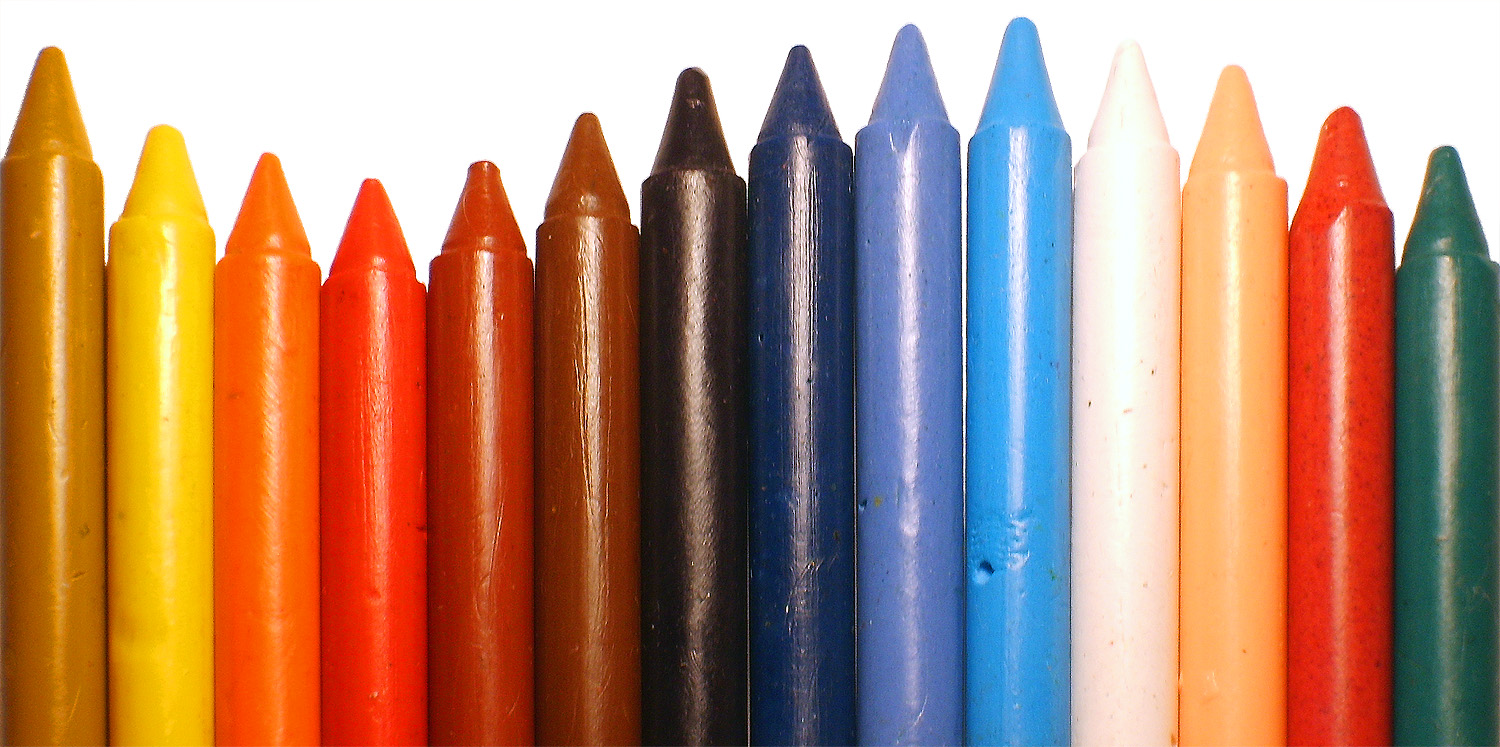
Según la definición, un lápiz de cera no es un artículo, sino una mezcla.

- Según la definición, un lápiz de cera no es un artículo, sino una mezcla.Los términos sustancia y mezcla suelen utilizarse para las sustancias químicas y sus mezclas. Un producto no es un artículo, sino que se clasifica como sustancia o mezcla si la composición química es tan relevante o más importante para la función que la forma o la superficie.[2] Un ejemplo es un lápiz de cera, en el que la composición de la sustancia es más importante para la función que la forma.
- En un envase, las funciones principales son la protección, contención, entrega o presentación de sustancias, mezclas, artículos u objetos. El envase es un artículo (la forma, la superficie o el diseño son más importantes que la composición química), pero no es un stock.[2]

Además, hay productos que son una combinación de artículos y sustancias/mezclas, en los que la sustancia/mezcla forma parte integrante del artículo y se elimina con él (por ejemplo, un termómetro líquido) o la sustancia/mezcla se libera deliberadamente durante su uso (por ejemplo, un cartucho de impresora compuesto por el artículo, con su función de contenedor, y la mezcla).

### Responsabilidades

#### Proveedores
El capítulo 3.2.1. de las Directrices SIA estipula que cada proveedor de un artículo tiene que informar al destinatario (es decir, usuarios industriales o profesionales y distribuidores) y, previa solicitud, también al consumidor sobre la cantidad y el tipo de SVHC, siempre que la concentración de una SVHC individual sea > 0,1 por ciento en masa.
La obligación de presentar información se aplica a los primeros proveedores, es decir, los fabricantes y montadores, los importadores, así como los distribuidores y otros agentes de la cadena de suministro que comercializan productos en el mercado de la UE, si están establecidos en la UE. Por otra parte, los proveedores, como los minoristas y otros agentes de la cadena de suministro que suministran productos exclusivamente a los consumidores, están exentos de la obligación de presentar información a la base de datos SCIP.

#### Empresas de eliminación de residuos
La base de datos SCIP proporcionará a las empresas de gestión de residuos la información necesaria para optimizar la gestión de los residuos (por ejemplo, su clasificación), identificar y separar las SEP en los artículos y mejorar así el uso de los residuos como materia prima. No existen obligaciones para las empresas de gestión de residuos derivadas de la introducción de la base de datos SCIP.

#### Consumidores
La información sobre todas las SEP contenidas en un artículo en una concentración > 0,1% en masa se pondrá a disposición de los consumidores de forma gratuita y en un plazo de 45 días naturales previa solicitud.

### Procedimientos
Los primeros proveedores que comercializan en la UE artículos o artículos complejos que contienen una SVHC en una concentración superior al 0,1% en masa los notifican a la ECHA. A continuación, sus clientes pueden utilizar este registro de dos maneras:
- Los proveedores, como los minoristas, que comercializan estos productos en la UE pueden hacer referencia a la notificación mediante una notificación simplificada (Simplified SCIP Notification, SSN).
- Los proveedores que sigan procesando estos productos y, por ejemplo, fabriquen artículos complejos a partir de diferentes artículos, pueden remitirse a la notificación existente cuando notifiquen a la ECHA (referenciación).

Para la presentación de datos a la ECHA, puede utilizarse IUCLID, el portal de presentación de la ECHA o el servicio de sistema a sistema de la ECHA. En el caso de un artículo complejo, surge la misma obligación si contiene al menos un artículo que cumpla esta condición.

## Calendario
Estaba previsto que la base de datos estuviera plenamente operativa y en línea el 1 de enero de 2020, pero no estuvo disponible hasta el 28 de octubre de 2020 debido a numerosos retrasos. Un mes después de su puesta en marcha, la ECHA informó de que ya había 50 000 notificaciones.
Desde el 5 de enero de 2021 debe facilitarse a la ECHA información sobre los artículos que contengan una SEP en una concentración superior al 0,1 % en masa. Esto también se aplica mutatis mutandis si un artículo se comercializa en la UE en una fecha posterior, la cantidad de una SEP cambia o una sustancia se clasifica de nuevo como SEP. También en estos casos debe realizarse una notificación SCIP o actualizarse una notificación ya existente. La obligación de registro no se aplica con carácter retroactivo, es decir, los artículos que hayan dejado de ofrecerse en el mercado de la UE después del 5 de enero de 2021 no tienen que notificarse.